# 吉田健一 (英文学者)
吉田 健一（よしだ けんいち、1912年〈明治45年〉4月1日 - 1977年〈昭和52年〉8月3日）は、日本の文芸評論家、英文学翻訳家、小説家。父は吉田茂、母・雪子は牧野伸顕（内大臣）の娘で、大久保利通の曽孫に当たる。
誕生日については、戸籍上は4月1日だが、吉田家では3月27日に祝っていた。ケンブリッジ大学中退。英文学、フランス文学を軸とするヨーロッパ文学の素養をもとに評論や小説を著した。イギリス文学の翻訳を多数行っている。父と親交の深かった長谷川如是閑の肝入りで、中央大学文学部教授（英文学）を一時期務めた。

## 来歴

### 誕生から学生時代（1912-1934）
1912年（明治45年）、東京千駄ヶ谷宮内省官舎に生まれた。父の茂は当時外交官としてヨーロッパにおり、母雪子も出産後茂の元へ向かったため、健一は6歳まで母方の祖父でもある牧野伸顕に預けられた。1918年（大正7年）、4月、学習院初等科に入学したが、父に随い青島へ行き、その後、1919年パリ、1920年ロンドンに赴く。ストレタム・ヒルの小学校に通う。1922年天津に移り、イギリス人小学校に通う。1923年（大正12年）、夏休みの一時帰国時に箱根に滞在。大震災の影響を免れる。1926年（大正15年）、天津の学校より暁星中学へ2年次編入、1930年（昭和5年）3月に同校を卒業し、10月、ケンブリッジ大学キングズ・カレッジに入学した。同カレッジのフェロウであるG・ロウェス・ディッキンソン、F・L・ルカスらに師事。また同カレッジの学生監ジョージ・ライランズのジョン・ダン講義などに出席。ケンブリッジ時代に、それまでもあった濫読癖が刺戟され、ウィリアム・シェイクスピアやシャルル・ボードレール、ジュール・ラフォルグなどに熱中した。しかし、自分は「日本に帰ってから文士になる積り」だが、十代の終わりの時期を「英国で文学の勉強をして過ごすことがどの程度に役に立つものが疑問に」なり、冬のある日に日本に戻ることをディッキンソンに告げた。ディッキンソンは即座に了承し、「或る種の仕事をするには自分の国の土が必要だ」と語った。そこで1931年（昭和6年）3月に中退し、帰国途中ローマに赴任していた父親を訪ねて経過を報告。その後ロシアからシベリア鉄道で日本に着いた。同年、親戚の病気見舞に行き、河上徹太郎と識り、以後河上に師事した。しばらくしてアテネ・フランセへ入り、フランス語、ギリシャ語、ラテン語を習得した。

### 文芸誌に寄稿（1935-1946）
1935年（昭和10年）6月アテネ・フランセを卒業。同年、ポーの『覚書』の訳を刊行、その後『文學界』への寄稿を始め、当初はフランス文学の翻訳やフランスの時事文化の流行紹介を行う。1937年（昭和12年）夏、中村光夫を識る。1939年（昭和14年）1月、最初の評論「ラフォルグ論」を文學界に掲載。同年7月より祖父・牧野伸顕の談話記録を「松濤閑談」の題で文藝春秋に連載。同年8月、中村光夫、山本健吉、伊藤信吉らと文芸同人誌『批評』を創刊。1941年（昭和16年）5月、野上豊一郎・彌生子夫妻の媒酌で大島信子と結婚。同年12月より『批評』にヴァレリーの「レオナルド・ダ・ヴィンチの方法論序説」翻訳を連載。1944年（昭和19年）5月の発行で『批評』を表向き廃刊とする。1945年（昭和20年）5月に、海軍横須賀海兵団に二等主計兵として一度召集されるも、そのまま敗戦復員し福島に住む。同年10月上京。1946年（昭和20年）5月に鎌倉市に転居。7月より牧野伸顕の談話記録『回顧録』を、中村光夫と協力し文藝春秋に掲載（文藝春秋新社で出版。年譜作成は従叔父の大久保利謙。後年に中公文庫で再刊）。

### 翻訳・文芸批評（1947-）
1948年（昭和23年）に中村光夫、福田恆存と3人で始めた各界の専門家を客人として招いた集いが「鉢の木会」に発展する。
主な交友関係には戦前からは河上や中村光夫・横光利一の他に、石川淳・大岡昇平・小林秀雄・白洲正子・福原麟太郎・神西清・福田恆存、戦後は三島由紀夫・ドナルド・キーン・篠田一士・丸谷才一らがいる。
1949年（昭和24年）4月、折口信夫による招請もあり、國學院大學非常勤講師となる。同年5月より日英交流のための団体、あるびよん・くらぶに参加。1951年（昭和26年）5月、チャタレイ裁判の弁護側証人として法廷に立つ。1953年（昭和28年）1月、東京都新宿区に転居。同年8月に福原麟太郎・河上徹太郎・池島信平と戦後初の渡英旅行。1958年（昭和33年）10月、同人雑誌『聲』発刊に参加。1960年（昭和35年）2月、河上徹太郎と金沢へ。以後吉田死去の年までの年中行事となる。同年12月、亀井勝一郎編集『新しいモラルの確立』に「信仰への懐疑と否定」を掲載。1963年（昭和38年）4月から1970年（昭和45年）3月まで中央大学文学部教授。1969年（昭和44年）7月号より創刊した青土社『ユリイカ』で「ヨオロツパの世紀末」を連載開始。
同年から毎年多くの著作を刊行し続けていたが、1977年（昭和52年）にヨーロッパ旅行中に体調を崩し帰国即入院 、回復退院したが、8月3日に新宿区の自宅で亡くなった。戒名は文瑛院涼誉健雅信楽居士。同年8月5日、葬儀は近親者・友人のみで密葬が執り行われ、友人代表として挨拶した河上徹太郎はラフォルグの詩『簡単な臨終』の一節を誦んだ。

### 没後
墓は神奈川県横浜市の久保山墓地にある。以前は父母とは同じ墓に入らず養祖父である吉田健三の墓に眠っていたが、1998年（平成10年）に娘の暁子によって改葬され、墓石の文字は中村光夫によって書かれた。新宿の邸宅は、健一の死後、2016年に売却されるまで娘の暁子（主にフランス語書籍の翻訳に携わる）が居住していた。
2016年には遺族から資料約5700点が神奈川近代文学館に寄贈され「吉田健一文庫」として保存されている。
2022年4月2日から5月22日、神奈川近代文学館にて特別展「生誕110年 吉田健一展　文學の樂み」が開催された。編集企画は富士川義之による。初めての大規模回顧展で、ケンブリッジ大学で指導を受けたルカスあての書簡や、展覧会の準備中に発見された吉田満『戦艦大和ノ最期』の異稿が初公開されたほか、鉢の木会の様子がわかる写真や書簡などが展示された。

## 影響
ピチカート・ファイブのメンバー小西康陽がエッセイ「長崎」の一節をしばしば引用し、トリビュート・アルバムのタイトル（『戦争に反対する唯一の手段は。-ピチカート・ファイヴのうたとことば-』）にも使われている。
また、後期の谷崎潤一郎の作風に大きな影響を受け、吉田健一の後期の文章に見受けられる句読点が極端に少なく息の長い官能的な文章には、谷崎からの影響が見てとれる。

## 人物像・エピソード
生涯犬を愛し、もる、さぶ、彦七、三匹の雑種を飼った。全て牝犬だったが、「音が可愛いから」という理由で命名した。散歩や餌やりなど、自ら面倒をみた。『埋もれ木』が単行本になった時に献辞を「彦七に」とした。新宿区払方町の家の寝室のクローゼットの上に、彦七の小さな骨壺を大切に置いていた。年齢を理由に、三代目の彦七の死後、犬は飼おうとしなかった。

### 父親との関係
戦後復興の時期に首相だった父・吉田茂の実像を最もよく知る人物であるが、父の思い出を語ることは多くなかった。一説には、1941年10月の母・雪子の死後、父が長年関係があった新橋の芸者「こりん」こと坂本喜代（のち喜代子と称する）を、事実上の後妻として迎えたことに健一が反発していたからだと言われている。『佐藤栄作日記 第三巻』（朝日新聞社）によると、1967年秋の吉田茂没後は妹麻生和子（父の私設秘書として常に傍らにいた。元首相麻生太郎の母）とは、余り折り合いは良くなかったようである。
復員後、酔って水兵服姿で父の官邸を訪れ、警備の警察官に追い払われたことがある。
父の影響もあってシェリー酒が大好きで『饗宴』の中には現存する銘柄も多く挙げられている。またその手軽さから遠方への移動にもシェリー酒を持参。「汽車旅の酒」には、その好きな様子が描かれている。
1962年に刊行された父の回顧録の英訳を担当した。1967年10月31日に挙行された父の国葬では、喪主をつとめた。当初は頑なに反対し続けたが、周囲の説得に押され家族の中で最後に承諾した。喪服を好まず、中村光夫から喪服を借りた。
1970年には高額所得番付で作家部門5位にランクされたが、これは父親の遺産が計上されたもの。借金を返して無くなったとのコメントが残されている。戦争直後、父親に反発するように担ぎ屋や乞食を経験（のちに『乞食王子』に上梓）した吉田であるが、自宅の茶の間には父親のトレードマークとも呼べるキューバ産の葉巻があったことが新聞記者により目撃されている。

### 恩師との交遊
吉田健一が1972年にユリイカに連載した「交遊録」には、祖父牧野伸顕に続き恩師ディッキンソンとルカスがあげられていて、ケンブリッジ留学時の二人との交遊が詳しく綴られている。また吉田は英国留学から帰国後も、二人の師共に手紙をやりとりしていた。ディッキンソンは1932年に没したが、ルカスとは戦後1953年と1963年の2回、吉田の渡英時に再会している。吉田がルカスへ送った書簡は、ルカスが1967年に没した後にルカス夫人から吉田の娘暁子に譲られ、前述のとおり2022年に神奈川県立近代文学館で開催された「吉田健一展」で展示された。

### 酒をめぐって
1954年2月、雑誌「あまカラ」の編集長、水野多津子の案内で灘の菊正宗酒造の工場を見学した。以降、毎年2月の新酒の時期に灘を訪れた。菊正宗酒造の技師長だった木暮保五郎との交流については「交遊録」で紹介されている。
金沢・福光屋の日本酒の銘柄「黒帯」の命名者である。「有段者のための酒」という意味が込められている。

## 家族・親族
祖父・牧野伸顕（母方の祖父）
祖父・吉田健三（戸籍上の父方の祖父）
祖父・竹内綱（血縁上の父方の祖父）
父・吉田茂
母・吉田雪子
姉・吉田桜子
妹・麻生和子
弟・吉田正男
義弟・麻生太賀吉（和子の夫）
甥・麻生太郎
甥・麻生泰
姪・相馬雪子
姪・荒船旦子
姪・寬仁親王妃信子
妻・信（旧姓：大島）1915年 - 1996年9月14日
（よしだ のぶ）信子とも。元仙台鉄道局長で西武鉄道の社長を務めた大島清と妻・千枝（平生釟三郎の次女）の長女。吉田の弟・正男から相談を受けた野上彌生子が縁談をまとめた。結婚披露宴は1941年5月13日に帝国ホテルで開かれた。媒酌は野上豊一郎・彌生子夫妻。奈良に新婚旅行し、奈良ホテルに滞在した。大の競馬好きだった。喪服が嫌いだった吉田の葬儀では色喪服を着用した。81歳没。
長男・吉田健介（物理学者）
（よしだ けんすけ）1942年9月12日 - 2008年8月29日
清泉女学院小学校から暁星小学校に転入。暁星中学校・高等学校を卒業し、1961年東京大学理科一類に進学。大学2年の夏にケンブリッジ大学に留学。ケンブリッジ大学で博士号を取得。イギリスのダラム大学、イタリアのナポリ大学で研究を行う。1974年にイタリア人女性と結婚。ミラノ大学教授、のちローマ大学教授として国際的に活躍した。娘のエレナがいる。2008年8月29日、東京聖路加国際病院で肝臓癌のため死去。久保山墓地に分骨されている。
長女・吉田暁子（翻訳家）1945年 -
父の愛読書『最後に見たパリ』（エリオット・ポール（Elliot Paul, 1891 - 1958）、河出書房新社、2013年）を訳した。

## 受賞歴
- 1957年（昭和32年） 『シェイクスピア』で読売文学賞（文芸評論部門）
- 1957年（昭和32年） 『日本について』で新潮社文学賞
- 1970年（昭和45年） 『ヨオロッパの世紀末』で野間文芸賞
- 1971年（昭和46年） 『瓦礫の中』で読売文学賞（小説部門）

## 著作
- 『英国の文学』（雄鶏社[注釈 15]  1949年（装幀青山二郎）、創元文庫 1951年、新潮文庫 1954年／定本・垂水書房 1963年、岩波文庫 1994年、高松雄一解説）

処女作で、1963年の改訂版では文章が全面的に改稿。中世のチョーサー及びマロリーの評に始まり、19世紀末から20世紀の記述はわずか。
- 『シェイクスピア』（池田書店 1952年／増訂版・垂水書房 1956年、新潮文庫 1961年・復刊1994年）
- 『宰相御曹司貧窮す』（文藝春秋新社 1954年）

初の随筆集。私家限定版30部の標題は『でたらめろん』。出版に際し、吉田は「でたらめろん」の題を希望したが、文藝春秋社は「宰相御曹司貧窮す」を強く主張した。その結果、一般販売用は「宰相御曹司貧窮す」とし、「でたらめろん」は著者用に30部つくって贈呈することで決着した。私家版No.1は吉田茂宛で「パパへ　健一」と署名、No.11を自らの所蔵にした。
- 『東西文学論』（新潮社〈一時間文庫〉1955年、垂水書房 1966年／新編「東西文学論・日本の現代文学」講談社文芸文庫）
- 『随筆 酒に呑まれた頭』（新潮社 1955年）、番町書房 ユーモアエッセイ集（増補版 正・続）、ちくま文庫（新編）- 短編も収録
- 『文学あちらこちら』（東方社 1956年）- 新書判
- 『乞食王子』（新潮社 1956年、のち垂水書房、番町書房、講談社文芸文庫）
- 『三文紳士』（宝文館 1956年、のち垂水書房、筑摩書房、講談社文芸文庫）
- 『近代文学論』（垂水書房 1957年）
- 『文学人生案内』（東京創元社 1957年、のち垂水書房、講談社文芸文庫）
- 『英語上達法』（垂水書房 1957年、改訂版1961年）
- 『甘酸っぱい味』（新潮社 1957年／ちくま学芸文庫 2011年※）
- 『日本について』（大日本雄弁会講談社 1957年）
- 『酒宴』（東京創元社 1957年、垂水書房 1966年／のち「金沢・酒宴」講談社文芸文庫）- 短編集
- 『舌鼓ところどころ』（文藝春秋新社 1958年、のち中公文庫）
- 『英国の文学の横道』（講談社 1958年、垂水書房 1967年、講談社文芸文庫 1992年）

主に雑誌「英語青年」に掲載、英国近代文学批評アンロソジー集。
- 『作法無作法』（宝文館 1958年、垂水書房 1963年）
- 『ひまつぶし』（講談社 1959年）- 題字・井伏鱒二
- 『英国の近代文学』（垂水書房 1959年 新版1964年、筑摩叢書 1974年、岩波文庫 1998年、川本皓嗣解説）

処女作『英国の文学』の続編で19世紀末から第二次世界大戦終結後までのイギリス文学を主に取り上げる。オスカー・ワイルドの評論に始まりイーヴリン・ウォーで締める構成が『英国の文学の横道』と同じで姉妹編といえる。
- 『日本の現代文学』（雪華社 1960年 新版1978年、垂水書房 1965年／講談社文芸文庫 1995年）
- 『近代詩について』（垂水書房 1960年 新版1966年）
- 『頭の洗濯』（文藝春秋新社 1960年、番町書房 ユーモアエッセイ集 1976年）- 後者は普及版
- 『英語と英国と英国人と』（垂水書房 1960年 新版1965年、講談社文芸文庫 1992年）
- 『シェイクスピア物語』（垂水書房 1960年）
- 『文学概論』（垂水書房 1961年 新版1965年、講談社文芸文庫 2008年）

1959年から1960年にかけ、季刊「聲」（鉢の木会の同人誌）に3回連載、改稿し単行本化。
- 『随筆英語上達法』（垂水書房 1961年）
- 『文句の言ひどほし』（朝日新聞社 1961年）
- 『日本語と日本と日本人と』（垂水書房 1961年）
- 『色とりどり』（雪華社 1961年）
- 『書き捨てた言葉』（垂水書房 1962年）
- 『横道にそれた文学論』（文藝春秋新社 1962年）
- 『不信心』（朝日新聞社 1962年）
- 『新聞一束』（垂水書房 1963年）
- 『残光』（中央公論社 1963年）
- 『わがシェイクスピア』（垂水書房 1963年）
- 『吉田健一随筆集』（垂水書房 1963年）
- 『謎の怪物・謎の動物』（新潮社 1964年）
  - 改訂版「未知の世界」（図書出版社 1975年／「私の古生物誌」ちくま文庫 1989年）
- 『大衆文学時評』（垂水書房 1965年）
- 『感想 A』『－ B』（垂水書房 1966年）
- 『文学の楽しみ』（河出書房新社 1967年、河出文芸選書 1976年、講談社文芸文庫 2010年）

中期から後期での文学批評の代表作。河出の文芸雑誌「文藝」に一年間連載。
- 『落日抄―父・吉田茂のこと 他』（読売新聞社 1967年）
- 『余生の文学』（新潮社 1969年／平凡社ライブラリー 2023年11月※、宮崎智之解説）
- 『瓦礫の中』（中央公論社 1970年、のち中公文庫）‐ 長編小説 第1作
- 『ヨオロッパの世紀末』（新潮社 1970年、筑摩叢書 1987年、岩波文庫 1994年、辻邦生解説）

第二次「ユリイカ」創刊号1969年7月号から1970年6月号まで連載、同年10月に出版し第23回野間文芸賞を受賞。
- 『作者の肖像』（読売新聞社〈読売選書〉 1970年）
- 『吉田健一全短編集』（読売新聞社 1971年）- 全18編
- 『絵空ごと』（河出書房新社 1971年、河出文芸選書 1977年／「絵空ごと・百鬼の会」講談社文芸文庫＋ワイド版）- 長編小説
- 『私の食物誌』（中央公論社 1972年、のち中公文庫）- 同語反復を多用した特徴的な文章で記された随筆[72]。
- 『文学が文学でなくなる時』（集英社 1972年）
- 『本当のような話』（集英社 1973年、のち集英社文庫、講談社文芸文庫 1994年）‐ 長編小説
- 『書架記』（中央公論社 1973年、中公文庫 新版2011年）
- 『金沢』（河出書房新社 1973年、「金沢・酒宴」講談社文芸文庫 1990年）‐ 長編小説
- 『文明に就て』（新潮社 1973年）
- 『ヨオロッパの人間』（新潮社 1973年、講談社文芸文庫 1994年）
- 『交遊録』（新潮社 1974年、講談社文芸文庫 2011年）‐ 限定版500部も刊

親しく交遊した人々を回想録風に著したエッセイ、1972年に青土社「ユリイカ」で連載。
- 『英国に就て』（筑摩書房 1974年、ちくま文庫 1994年、ちくま学芸文庫 2015年※）
- 『日本に就て』（筑摩書房 1974年、ちくま学芸文庫 2011年※）
- 『酒肴酒』（正・続、番町書房 ユーモアエッセイ集 1974年、光文社文庫 1985年）- 新編再刊
- 『東京の昔』（中央公論社 1974年、のち中公文庫、ちくま学芸文庫 2011年※）- 長編小説
- 『埋れ木』（集英社 1974年、河出文庫 2012年）- 長編小説
- 『覚書』（青土社 1975年）
- 『詩と近代』（小澤書店 1975年）
- 『言葉といふもの』（筑摩書房 1975年／平凡社ライブラリー 2024年5月※、宮崎智之解説）
- 『本が語ってくれること』（新潮社 1975年／平凡社ライブラリー 2022年11月※、古屋美登里解説）
- 『詩に就て』（青土社 1975年）
- 『英語 英文学に就て』（筑摩書房 1975年）
- Japan is a Circle - A tour round the mind of modern Japanese -（Kodansha International Ltd, 1975.) 
  - 訳書『まろやかな日本』（幾野宏訳、新潮社 1978年）
- 『旅の時間』（河出書房新社 1976年、講談社文芸文庫 2006年）- 短編集全10編
- 『時間』（新潮社 1976年、講談社文芸文庫 1998年／青土社 2012年）
- 『時をたたせる為に』（小澤書店 1976年）
- 『定本 落日抄』（小澤書店 1976年）
- 『昔話』（青土社 1977年、講談社文芸文庫 2017年）

書物や歴史を介して著者が感じた思いを自由に展開した長編評論で、1975年から翌76年にかけ「ユリイカ」で連載。
- 『思ひ出すままに』（集英社 1977年、講談社文芸文庫 1993年）

没後刊行（※は電子書籍版も刊行）
- 『変化』（青土社 1977年、新装版2012年）[注釈 16]、あとがき中村光夫
- 『怪奇な話』（中央公論社 1977年、中公文庫 1982年）- 短編集
- 『道端』（筑摩書房 1978年）‐ 短編集
- 『春 その他』（小澤書店 1978年）
- 『読む領分』（新潮社 1979年）- 書評・解説集
- 『饗宴』（ロングセラーズ「あまカラ選書」1977年）- 新編再刊
- 『日本のよさ』（ゆまにて 1977年）‐ 新編再刊
- 『吉田健一集　現代の随想30』（彌生書房 1980年／「吉田健一随筆集」平凡社ライブラリー 2021年8月※）- 中村光夫編
- 『吉田健一 饗宴ほか』（国書刊行会〈日本幻想文学集成16〉 1992年）- 富士川義之編
- 『吉田健一 友と書物と』（みすず書房〈大人の本棚〉 2002年）- 清水徹編
- 『旨いものはうまい』（角川春樹事務所〈グルメ文庫〉 2004年／ハルキ文庫、2024年※）‐ 吉田暁子・解説
- 『酒肴酒』（光文社文庫、2006年）- 新編再刊、坂崎重盛・解説
- 『シェイクスピア・シェイクスピア詩集』（平凡社ライブラリー 2007年）- 清水徹・解説
- 『ロンドンの味 吉田健一未収録エッセイ』（講談社文芸文庫 2007年）- 島内裕子編・解説（68編）
- 『おたのしみ弁当 吉田健一未収録エッセイ』（講談社文芸文庫 2014年）‐ 島内裕子編・解説（48編）

各・編者が初出誌でしか読めないエッセイ・解説を新たに発掘。
- 『英国の青年 吉田健一未収録エッセイ』（講談社文芸文庫 2014年）‐ 島内裕子編・解説（34編）
- 『汽車旅の酒』（中公文庫 2015年）※- 長谷川郁夫・解説
- 『酒談義』（中公文庫 2017年4月）※- 観世栄夫・回想
- 『舌鼓ところどころ／私の食物誌』（中公文庫 2017年5月）※- 辻義一・回想
- 『わが人生処方』（中公文庫 2017年6月）※- 吉田暁子・松浦寿輝対談
- 『父のこと』（中公文庫 2017年9月）※- 吉田暁子解説、「大磯清談」を併録、吉田茂没後50年記念出版
- 『酒宴／残光　吉田健一短篇小説集成』（中公文庫 2022年3月）※- 全17編、富士川義之・解説

著作集・選集
- 『吉田健一著作集』全16巻（垂水書房 1960 - 1966年）

第Ⅰ・Ⅱ期・全20巻予定だったが、11、15、18、20巻目は未刊（初刊版が垂水書房では版型は同一）
- 『吉田健一全集』全10巻（原書房 1968年）‐ 全巻解説は篠田一士（上記・垂水書房の版型をそのまま用いた）
- 『吉田健一著作集』全30巻・補巻2（集英社 1978 - 1981年）‐ 清水徹が全巻解題
- 『吉田健一集成』全8巻・別巻1（新潮社 1993 - 1994年）[注釈 17]
- 『吉田健一集 現代知性全集35』（日本書房 1959年）- 現行かな表記
- 『ポエティカ I』・『－ II』 （小澤書店 1974年）- 外国文学編と日本文学編の「代表作選集」。他に限定版99部
- 『言葉が語るもの』（「人と思想」文藝春秋 1978年）‐ 高橋英夫・解説＋書誌
- 『池澤夏樹=個人編集 日本文学全集 20 吉田健一』（河出書房新社 2015年）※ - 現行かな表記、解説池澤夏樹・年譜 島内裕子編

共著・編著
- 『大磯清談』（文藝春秋新社 1956年／東京白川書院 1983年）- 父・吉田茂との対話を収録
- 編『イーヴリン・ウォー　20世紀英米文学案内 23』（研究社 1969年）
- 『吉田健一対談集成』（小沢書店 1998年／講談社文芸文庫 2008年）

### 翻訳
※は電子書籍も刊
- ポオ『覚書（マルジナリア）』（芝書店 1935年、「マルジナリア」創元選書、1948年）、新編「ポオ全集3」東京創元社
- ヴァレリイ『精神の政治学』（創元選書 1939年）、新編・中公文庫 2017年 ※ - 解説四方田犬彦
- ヴァレリイ『ドガに就て 造型美論』（筑摩書房 1940年[注釈 18]）、新編「ヴァレリー全集10 芸術論集」筑摩書房
- ラフオルグ『ハムレット異聞』（角川書店 1947年）
  - 新版『ラフォルグ抄』（小澤書店 1975年、新版1989年）、講談社文芸文庫 2018年 ※ - 解説森茂太郎
- サミュエル・ジョンソン『シェイクスピア論』（思索社 1948年）、創樹社 1975年 - 解題福原麟太郎
- エドガァ・アラン・ポオ『赤い死の舞踏会』（若草書房 1948年）
  - 新編『赤い死の舞踏会‐付・覚書（マルジナリア）』（中公文庫 2021年）※ - 短篇小説十篇
- ペイタア『ルネッサンス』（角川書店 1948年、「文藝復興」角川文庫 1950年）
- キエルケゴール『追憶の哲理』（堀田善衛共訳 大地書房 1948年）
- スティヴンソン『風流驢馬旅行』（文藝春秋新社 1949年） 
  - 改題『旅は驢馬をつれて』（岩波文庫 1951年、復刊2006年ほか）
- ルイズ・キャロル『ふしぎな国のアリス』（小山書店 1950年）
- ジョージ・オーウェル『1984』（龍口直太郎共訳 文藝春秋新社 1950年、出版共同社 1958年）
- D・H・ロレンス『選集6・7・8　息子と恋人』（小山書店 1950年）、のち新潮文庫（上中下）※、新潮社「新潮世界文学39 ロレンスⅠ」
- ダニエル・デフォオ『ロビンソン漂流記』（新潮文庫 1951年、改版2013年ほか※）。児童版「世界少年少女文学全集4・5」創元社、1954年
- フィリップ・ギップス『お前の敵』（小山書店 1951年）
- オスカー・ワイルド『芸術論－芸術家としての批評家』（要書房・要選書 1951年、新潮文庫 1954年）
- ポール・コラン『野蛮な遊び』（筑摩書房（上下） 1951年）
- ストウ夫人『アンクル・トムス・ケビン』（新潮文庫 1952年）
- ルネ・ラルー『英文学史』（白水社〈文庫クセジュ〉 1952年、改版1993年）
- クリストファ・イシャアウッド『山師』（文藝春秋新社 1952年）
- フランシス・ウイリアムズ『リチァードソン物語』（高野良二共訳 新潮社 1952年）
- エリザベス・ボウエン『日ざかり』（新潮社 1952年）
- デュ・モオリア『真実の山』（ダヴィッド社 1952年）
- ニコラス・モンサラット『怒りの海』（新潮社（上下） 1953年）
  - 改題『非情の海』（フジ出版社 1967年、新版1982年／至誠堂（上下） 1992年）
- ブドウ・スワニーゼ『叔父スターリン』（ダヴィッド社 1953年）
- デュ・モオリア『林檎の木』（ダヴィッド社 1953年）
- ブルース・マーシャル『抵抗の戦場』（日本協同出版 1953年）
- ヘンリー・ミラー『性の世界』（新潮社〈一時間文庫〉 1953年）、のち「全集12」新潮社（下記も）
- ヘンリー・ミラー『暗い春』（人文書院 1953年）、のち集英社「世界文学全集」、福武文庫 1986年
- アーノルド・トインビー『世界と西欧』（新潮社〈一時間文庫〉1953年、現代教養文庫 1959年）
- ロバート・スチィーヴンソン『若い人々のために』（人生叢書：池田書店 1954年）
- T・S・エリオット『荒地』（現代世界文学全集第26 新潮社 1954年）、のち「全集」（中央公論社）
- ポール・クローデル、アンドレ・ジイド『愛と信仰について 往復書簡』（河上徹太郎共訳、ダヴィッド社「ダヴィッド選書」 1954年）- 後者を担当
- アンナ・シュウエル『黒馬物語』（世界少年少女文学全集 創元社 1955年）
- 『シェイクスピア詩集』（池田書店 1956年、垂水書房 1961年）
- G・K・チェスタトン『木曜の男』（東京創元社 1956年、創元推理文庫 1960年）
- リンドバーグ夫人『海からの贈物』（新潮社 1956年）、のち新潮文庫（改版2004年）
- レジナルド・ハワード・ウィレンスキー解説『ドガ　フェーバー世界名画集』（平凡社 1956年）
- マイクル・エアトン解説『ドガ Ⅱ フェーバー世界名画集』（平凡社 1957年）
- 『エリオット選集 第1巻 伝統と個人的な才能 ほか』（彌生書房 1959年）- 監修担当
  - 他は『第2巻 ダンテ ほか』、『第3巻 ボオドレエル ほか』、『第4巻 荒地』、『別巻 エリオット研究』- 後年の「全集」（全5巻、中央公論社）にも一部収録
- パーシー・フォーセット『フォーセット探検記』（世界ノンフィクション全集20：筑摩書房 1961年）
- アーノルド・ベネット『当世人気男』（筑摩書房〈世界ユーモア文学全集〉1961年、新版1969年）
- アール・マイナー『日本を映す小さな鏡』（筑摩書房 1962年）
- ドナルド・キーン『日本の文学』（筑摩書房〈グリーンベルト新書〉1963年、解説三島由紀夫）、中公文庫 1979年、改版2020年※
- イヴリン・ウォー『ブライヅヘッドふたたび』（筑摩書房 1963年）
  - 筑摩書房「世界文学大系」等に収録、ちくま文庫 1989年、ブッキング（復刊） 2006年
- イヴリン・ウォー『黒いいたずら』（新しい世界の文学：白水社 1964年）、白水Uブックス 1984年、復刊2023年
- 『葡萄酒の色 吉田健一譯詩集』（垂水書房 1964年 - 限定版500部刊）

1964年11月末に特装本も出版。揮毫は妻・信子が、表紙、背の題名、訳者名を担当した
- 『訳詩集 葡萄酒の色』小澤書店 1978年、岩波文庫（解説吉田暁子・富士川義之） 2013年

- E・M・フォースター『ハワーズ・エンド』（世界文学全集16：集英社 1965年、新版1980年、単行判1992年）、「世界文学全集Ⅰ-7」河出書房新社 2008年
- ジョン・クレランド『ファニー・ヒル』（人間の文学1：河出書房新社 1965年、改訂単行判1993年）、河出文庫 1997年
- ジョン・クレランド『道楽者の手記』（人間の文学2：河出書房新社 1966年）
- ジョージ・オーウェル『動物農園』（中央公論社「世界の文学53　イギリス名作集、アメリカ名作集」1966年）、中央公論新社、2022年（ヒグチユウコ画）
- ドナルド・キーン『文楽』（講談社 1966年）、写真図版の解説（金子弘撮影）
  - 改訂版『能・文楽・歌舞伎』（講談社学術文庫 2001年）。松宮史朗訳を増補
- イヴリン・ウォー『ピンフォールドの試練』（20世紀の文学17・集英社 1967年、新版「世界の文学」1977年）、白水Uブックス 2015年
- シャーロット・ブロンテ『ジェイン・エア』（世界文学全集 集英社 1968年 新版1986年ほか）、集英社文庫 1979年
- アーノルド・トインビー『現代が受けている挑戦』（新潮選書 1969年）、新潮文庫 2001年
- マイクル・イネス『海から来た男』（世界ロマン文庫12：筑摩書房 1970年、新版1978年）
- パトリシア・ハイスミス『変身の恐怖』（世界ロマン文庫16：筑摩書房 1970年）、ちくま文庫 1997年
- 『G・K・チェスタトン著作集3 自叙伝』（春秋社 1973年、新版1999年）
- ヴァレリイ『ドガに就て』（筑摩書房 1977年）。清水徹が改訂

## 関連書籍
- 『吉田健一集成 別巻』（新潮社 1994年6月）

年譜・書誌（武藤康史編）、吉田健一・人と文学（回想・作家論）を収録
- 『吉田健一 新潮日本文学アルバム69』（清水徹編・解説、新潮社 1995年12月）
- 篠田一士 『吉田健一論』（筑摩書房 1981年）、主に書評、「全集」（原書房）解説
- 高橋英夫 『琥珀の夜から朝の光へ 吉田健一逍遥』[注釈 20]（新潮社 1994年）
- 富士川義之 『新＝東西文学論 批評と研究の狭間で』（みすず書房 2003年）

他の著書に収録の論考を含め、英文学者の観点から作家・作品論を展開。
- 丹生谷貴志、四方田犬彦、松浦寿輝、柳瀬尚紀『吉田健一頌』（書肆風の薔薇：風の薔薇叢書 1990年、増補新版・水声社 2003年）
- 角地幸男 『ケンブリッジ帰りの文士 吉田健一』（新潮社 2014年3月）※
- 川本直・樫原辰郎・武田将明編『吉田健一に就て』（国書刊行会 2023年10月）- 下記『吉田健一ふたたび』の続編で全19名の論考。
- 松浦寿輝『黄昏の光 吉田健一論』[77]（草思社 2024年10月）※
- 『ユリイカ 詩と批評  特集吉田健一』1977年12月号[注釈 21]、青土社

追悼特集、篠田一士・清水徹・川村二郎の座談、高橋英夫、辻邦生、外山滋比古、杉本秀太郎、富士川義之などの知人16名が寄稿。
- 『ユリイカ 詩と批評　特集吉田健一 「常識」のダンディズム』2006年10月号、青土社

清水徹・松浦寿輝の討議、四方田犬彦、池内紀、小山太一、高遠弘美、南條竹則など全15名が寄稿。
※は電子書籍も刊

## 演じた俳優
テレビドラマ
- 「負けて、勝つ 〜戦後を創った男・吉田茂〜」(2012年、NHK) - 田中圭

## 関連人物
三島由紀夫とは、1960年代前半に仲違いしている。一説によると、三島が新居に移った時、部屋に置いてある家具の値段を吉田が大声で次々と値踏みしたのがきっかけだったともいう。またジョン・ネイスン『三島由紀夫－ある評伝』（新潮社）によると、「鉢の木会」の月例会の席上、三島の書き下ろし長編『鏡子の家』（1959年9月刊）を、10月7日付けの北海道新聞の書評では「戦後小説に終止符を打つ」と高評価しておきながら、三島の面前で「こんなものしか書けないんだったら、会からは出てもらわなくちゃな」と酷評した事も大きいとされる。最終的に三島が「鉢の木会」を離脱する主因になったのは、1960年11月刊の三島の長編『宴のあと』に関し、翌年に三島が有田八郎（登場人物のモデル）と揉めて裁判になった際、有田と旧知の間柄（有田は父・茂と元同僚）だった吉田が有田側に立った発言をしたため、それが決定打になったとも言われている。